# Премія Гергарта Гауптмана

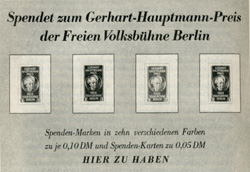
Картка із закликом пожертвувати на фонд премії Ґергарта Гауптмана.

Пре́мія Ґерга́рта Га́уптмана (нім. Gerhart-Hauptmann-Preis) — німецька літературна премія, названа за іменем німецького драматурга Ґергарта Гауптмана. Цю нагороду присуджував драматургам Берлінський вільний театр народної творчості (Freie Volksbühne Berlin).

## Лауреати премії
- 1927 Макс Геррман-Найсе
- 1928 Гайнріх Гаузер (за Brackwasser)
- 1929 Роберт Музіль
- 1930 Ганс фон Гюльзен
- 1931 Аннетте Кольб
- 1953 Клаус Губалек (за Der Hauptmann und sein Held)
- 1953 Фрідріх Коландер
- 1954 Герберт Асмоді
- 1956 Карл Віттлінґер (за Kennen Sie die Milchstraße?)
- 1957 Теодор Шюбель (за Der Kürassier)
- 1959 Ганс Бауман (повернено 1962)
- 1960 Ріхард Гай (за Der Fisch mit dem goldenen Dolch)
- 1961 Ганс-Йоахім Гекер
- 1962 Мартін Вальзер
- 1964 Танкред Дорст
- 1964 Гайнар Кіппгардт (за In der Sache J. Robert Oppenheimer)
- 1964 Петер Гірхе (за Triumph in tausend Jahren)
- 1965 Ганс Ґюнтер Міхельзен
- 1967 Петер Гандке (за Kaspar і Publikumsbeschimpfung)
- 1968 Гартмут Ланґе
- 1969 Гаральд Мюллер (за Großer Wolf)
- 1969 Райнер Вернер Фассбіндер (за Katzelmacher)
- 1970 Гайнріх Генкель
- 1970 Зіґфрід Ленц (за Zeit der Schuldlosen)
- 1971 Петер Гертлінґ (за Gilles)
- 1973 Ґастон Сальваторе
- 1975 Вернер Зімон Фоґелер
- 1976 Леонгард Райніркенс
- 1979 Штефан Шюц
- 1981 Петер Турріні
- 1983 Фрідеріке Рот
- 1983 Е. Й. Маєр
- 1985 Штефан Денерт (за Erbe um Erbe)
- 1987 Флоріан Фелікс Вай
- 1987 Клаус Поль
- 1990 Міхаель Цохов (за Traiskirchen)
- 1992 Маттіас Цшокке (за Die Alphabeten)
- 1994 Олівер Буковскі
- 1996 Домінік Фінкельде (за Abendgruß)
- 1996 Єнс Розельт (за Trüffel)
- ???? Штефан Баркава
- ???? Ґріт Ґребнер

## Лінки
- Geschichte des Gerhart-Hauptmann-Preises 1952–1996 (Історія премії Гергарта Гауптмана за 1952–1996 роки)